# Arrondissement di Senlis
L'arrondissement di Senlis è un arrondissement dipartimentale della Francia situato nel dipartimento dell'Oise, nella regione dell'Alta Francia.

## Storia
Fu creato nel 1800, sulla base dei preesistenti distretti.

## Composizione
L'arrondissement è composto da 133 comuni raggruppati in 10 cantoni:
- cantone di Betz
- cantone di Chantilly
- cantone di Creil-Nogent-sur-Oise
- cantone di Creil-Sud
- cantone di Crépy-en-Valois
- cantone di Montataire
- cantone di Nanteuil-le-Haudouin
- cantone di Neuilly-en-Thelle
- cantone di Pont-Sainte-Maxence
- cantone di Senlis